# نمایه‌سازی و چکیده‌نویسی
خدمات نمایه‌سازی و چکیده‌نویسی یکی از پرهزینه‌ترین فعالیت‌ها در حرفه کتابداری و اطلاع‌رسانی است.

## خدمات نمایه‌سازی
نمایه‌سازی فرایند شناسایی اطلاعات در یک پیشینه دانش (اعم از متنی و غیرمتنی) و سازماندهی اشاره‌گرهای آن اطلاعات در فایلی قابل جستجو می‌باشد. نمایه‌سازی هنر است، اما هنری که نیازمند روش‌های دقیق و منظم می‌باشد. حاصل این فرایند نمایه‌ای است که بیانگر موضوعات و کاربردهای احتمالی سند می‌باشد و به مکان اطلاعات در سند اشاره دارد.
در نمایه‌سازی دو شاخه اساسی وجود دارد که عبارت‌اند از:
- نمایه‌سازی متنی، که هدف آن، یافتن و مرتب‌کردن کلیدواژه‌های داخل متن است.
- نمایه‌سازی عنوانی، که هدف آن، یافتن و مرتب‌کردن کلیدواژه‌های موجود عنوان مدرک‌های مختلف، مانند کتاب، نشریه، پایان‌نامه، نامه اداری، فیلم، برنامه رادیویی و غیره است.[۲]

نمایه‌سازی حاصل فعالیتی تخصصی است که توسط افرادی که آموزش مناسبی دیده‌اند و تجربه کافی دارند انجام می‌شود.

## ظاهر نمایه
خواندن و درک نمایه باید آسان باشد. برای نیل به این مهم قراردادهای بسیاری ایجاد و کامل شده‌است. خدمات نمایه‌سازی به کار سخت و تفکر دقیق نیاز دارد و اگر نمایه دارای ظاهر خوبی نباشد ممکن است به‌طور جدی به مخاطره بیفتد.

## خدمات چکیده‌نویسی
چکیده‌نویسی و خویشاوند آن، خلاصه‌نویسی، به اندازه قصه‌گویی سابقه دارند.
یک چکیده، تحلیلی عینی از محتوی یک مقاله، کتاب، فیلم و غیره را ارائه می‌کند. یک چکیده معمولاً تشریحی است و به قصد ارزشیابی نوشته نمی‌شود. یک چکیده معمولی بین ۱۰۰ تا ۳۰۰ کلمه دارد، ولی ممکن است تعداد کلمات برحسب نوع خدمات نمایه‌سازی بیشتر یا کمتر باشد. کاربران ترجیح می‌دهند با نمایه‌هایی کار کنند که شامل چکیده باشد.

## بخش چکیده‌نویسی
بخشی یا مرکزی که مسئول تهیه چکیده در زمینه‌های خاص و قرار دادن آن‌ها در اختیار مشترکین و متقاضیان است.